# Mănăstirea Doamnei
Mănăstirea Doamnei este o mănăstire ortodoxă din România situată în cartierul Moglănești, Municipiul Toplița, județul Harghita.